# 리버뷰 플라자
리버뷰 플라자는 중화인민공화국 우한에 위치한 마천루이다. 첨탑 계획은 2021년 3월 취소되었다. 원래 첨탑이 들어섰다면 436.1m가 되었을것이다.

## 같이 보기
- 중화인민공화국의 마천루 목록